# 9239 van Riebeeck
9239 van Riebeeck (1997 JP15) là một tiểu hành tinh vành đai chính được phát hiện ngày 3 tháng 5 năm 1997 bởi E. W. Elst ở Đài thiên văn Nam Âu.